# 789
Évszázadok: 7. század – 8. század – 9. század
Évtizedek: 730-as évek – 740-es évek – 750-es évek – 760-as évek – 770-es évek – 780-as évek – 790-es évek – 800-as évek – 810-es évek – 820-as évek – 830-as évek
Évek: 784 – 785 – 786 – 787 –  788 – 789 – 790 – 791 – 792 – 793 – 794

## Események

### Európa
- Nagy Károly frank király fiának, Ifjabb Károlynak adományozza Neustria "Szajnától nyugatra" eső részét (Maine grófságát).
- Nagy Károly kiadja Admonitio generalis c. kapituláréját, amely az egyházi és oktatási ügyekkel foglalkozik.
- Nagy Károly megalapítja Herford városát a Werre folyó gázlójánál.
- Nagy Károly hadjáratot indít az Elbán túli szlávok ellen; frankokból, szászokból és vazallus szlávokból álló seregével meghódoltatja a vilceket.
- Nagy Károly fia, Pippin itáliai király a bizánci tiltakozások ellenére meghódítja az Isztriai-félszigetet, ahol őrgrófságot alapít.
- Meghal Hildeprand spoletói herceg. Utódjául a frank Winigest jelölik ki.
- Meghal Mauregatus asztúriai király (trónbitorló). Utódjául a főnemesség I. Bermudót választja meg.
- Beorhtric wessexi király szövetséget köt a merciai Offával és feleségül veszi annak lányát, Eadburht.
- Meghal Conall mac Taidg pikt király. Utóda Causantín mac Fergusa.
- Először jelennek meg vikingek a Brit-szigeteknél: három hajóval kikötnek Dorset partjainál és amikor a helyi hivatalnok felszólítja őket, hogy a város kikötőjébe menjenek (mert kereskedőknek gondolja őket), helyben meggyilkolják.

### Abbászida Kalifátus
- Meghal al-Hajzurán, Hárún ar-Rásíd kalifa hataloméhes anyja, aki jelentős szerepet játszott a birodalom kormányzásában.
- Az Abbászidák elől menekülő Idrísz ibn Abdalláh a marokkói Valilíben telepszik meg, ahol a helyi berberek megválasztják imámjukká. Feleségül veszi a törzsfő lányát és megalapítja az Idríszida dinasztiát.

### Japán
- Észak-Honsún a helyi emisi törzsek súlyos vereséget mérnek a támadó japánokra. Japánban az aszály miatt is éhező nép körében lázadás tör ki az erőszakos sorozások ellen.

## Születések
- Zirjab, arab költő

## Halálozások
- Al-Hajzurán, al-Mahdí kalifa felesége
- Chorso, toulouse-i gróf
- Conall mac Taidg, pikt király
- Csodatévő Szent Leó, cataniai püspök
- Mauregatus, asztúriai király
- Willehad, brémai püspök

## Fordítás
- Ez a szócikk részben vagy egészben  a(z)   789 című angol Wikipédia-szócikk ezen változatának fordításán alapul.  Az eredeti cikk szerkesztőit annak laptörténete sorolja fel. Ez a jelzés csupán a megfogalmazás eredetét és a szerzői jogokat jelzi, nem szolgál a cikkben szereplő információk forrásmegjelöléseként.